# Lễ hội chém lợn

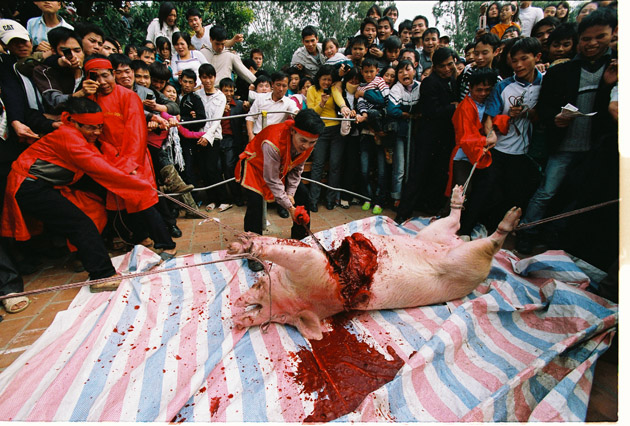
Lễ hội chém lợn

Lễ hội chém lợn là một lễ hội được diễn ra tại làng Ném Thượng (phường Khắc Niệm, thành phố Bắc Ninh, tỉnh Bắc Ninh), Việt Nam. Đây là một trong những lễ hội truyền thống được tổ chức hàng năm vào ngày mùng 6 tháng Giêng ở Bắc Ninh. Lễ hội được tổ chức nhằm tưởng nhớ vị Thành hoàng làng (là sứ quân Nguyễn Thủ Tiệp hoặc tướng quân Đoàn Thượng) đã chém lợn để nuôi quân, đồng thời cầu mong một năm mới an lành, may mắn.

## Lịch sử
Lễ hội này đã có lịch sử hơn 800 năm. Theo truyền thuyết vẫn được dân làng truyền kể, lễ hội được tổ chức để tưởng nhớ một vị tướng thời nội chiến. Khi bị đối phương truy đuổi, vị tướng này đã dẫn quân về lánh nạn ở làng Ném Thượng. Vì không đủ lương thực, trong khi lợn rừng lại rất nhiều, nên ông đã ra lệnh chém lợn nuôi quân. Vị tướng đó có thể là sứ quân Nguyễn Thủ Tiệp thời loạn 12 sứ quân hoặc tướng Đoàn Thượng thời Lý.
Theo "Bắc Ninh tỉnh khảo dị", tục chém lợn sống tế thần hoàng là vị sứ quân thứ nhất trong mười hai sứ quân. Thần ấy sinh thời rất thích ăn thịt lợn sống, trong xã hàng năm cứ luân phiên thứ tự, mỗi năm có bốn người nuôi lợn, mỗi người nuôi một con. Trong số 12 sứ quân ở ngay địa phận phường Khắc Niệm cũng có đình Ném Đoài rất gần đình Ném Thượng thờ sứ quân Nguyễn Thủ Tiệp vì khi xưa ông chiếm đóng ở khu vực này.
Tuy nhiên, một bài viết trên báo Thể thao Văn hóa dẫn sách Hội hè đình đám của Toan Ánh (in tại nhà in Sao Mai, Thủ Đức, phát hành ngày 1 tháng 11 năm 1974, thì vị Thành hoàng làng Ném Thượng là tướng cướp họ Lý, không rõ tên là gì.

## Nghi thức
Trước nghi lễ rước lợn là tiết mục hát quan họ Bắc Ninh của các liền anh liền chị. Đến 10 giờ sáng, nghi lễ rước lợn quanh làng trước giờ chém tế thần. Ngay từ tháng 8 năm trước, dân làng đã chọn những con lợn giống và người chủ nuôi hợp tuổi, có gia cảnh tốt để giao nhiệm vụ chăn nuôi, chờ đến ngày lễ. Do tôn thờ ngày lễ long trọng này, người dân gọi con lợn là "ông Ỉn".
Con lợn được nhốt trong cũi hồng, mỗi con nặng trên dưới 1,5 tạ. Đoàn rước đi đến đâu, người dân đổ xô ra đấy thả tiền vào thùng cầu may mắn cho năm mới, mời chào mọi người trong đoàn rước ăn bánh kẹo, thịt hoặc nhắm rượu. Khi ông ỉn về đến sân đình là lúc cảnh chen lấn do mọi người đều mong ngóng vào sát tận nơi để chứng kiến màn chém của ông thủ đao.
Trước giờ hành lễ, vị Tướng cờ làm lễ phất cờ. Vị Tướng này cũng phải được lãnh đạo làng lựa chọn. Tuổi Tướng phải là 57, gia đình hạnh phúc, thành đạt. Con lợn được trói chặt giăng ra sân đình chuẩn bị cho Thủ đao chém. Sau màn chém lợn, người dân và khách tham dự tranh nhau tiếp cận để sờ vào tiết lợn dây đầy trên sân.
- Theo "Việt Nam Văn hóa sử cương" của nhà sử học Đào Duy Anh (VI- Tín ngưỡng và tế tự, trang 195): "...Trong lễ và đám hay hội của ít nhiều làng, có một nghi tiết đặc biệt gọi là hèm, người ta thường bày một trò để nhắc lại tính tình sự nghiệp hoặc sinh bình của vị thần làng thờ.... Ở làng thờ thần cụt đầu (làng Khắc Niệm, huyện Vũ Giàng, tỉnh Bắc Ninh) thì đến ngày vào đám, người ta lấy một con lợn sống, một người cầm gươm chém đứt đầu lợn lấy bỏ vào nồi nước mắm đương đun sôi, rồi đặt lên hương án để cúng."

## Tranh cãi
Tâm điểm của lễ hội này là màn chém con lợn sống để tế bái. Hoạt động này đã vấp phải sự phản đối của tổ chức phúc lợi động vật là Tổ chức động vật châu Á vì tính chất tàn bạo và man rợ của nó. Tính chất của lễ hội này cũng đã làm dấy lên những ý kiến xung quanh việc tồn tại hay không lễ hội này cũng như mối quan hệ giữa những phong tục lâu đời của Việt Nam với những tiêu chuẩn mới trong xã hội ngày nay thời hội nhập. Cũng có ý kiến đề nghị bỏ hẳn lễ hội này, một số ý kiến khác thì đề nghị đổi tên thành lễ hội "rước lợn" và không có màn chém lợn mà chỉ nên là thủ tục tượng trưng.

### Ý kiến ủng hộ
- Giáo sư Ngô Đức Thịnh, nguyên Viện trưởng Viện Nghiên cứu Văn hóa, cho biết lễ hội bắt nguồn từ truyền thuyết đã có hàng trăm năm nay và rằng ý kiến của Tổ chức Động vật châu Á cũng có cái lý của nó, nhưng là "cái lý của người đứng ngoài, không có cảm nhận văn hóa của người chủ thể văn hóa".[7] Giáo sư Trần Lâm Biền cho rằng:“...Văn hóa nếu chỉ nhìn hình thức có thể tưởng là dã man, nhưng đằng sau lại là tính nhân đạo mênh mông".[8]

### Ý kiến phản đối
- Bộ trưởng Bộ Văn hóa, Thể thao và Du lịch (Việt Nam) Hoàng Tuấn Anh cho rằng: “Lễ hội cầu trâu, chém lợn là phản cảm, cần loại bỏ, thay thế”. Trao đổi với những người dân, Bộ trưởng Bộ Văn hóa, Thể thao và Du lịch Hoàng Tuấn Anh khẳng định, quan điểm của Bộ là những nghi lễ phản cảm như ở lễ hội cầu trâu Phú Thọ, lễ hội chém lợn Bắc Ninh, không có tác dụng giáo dục, không đề cao giá trị nhân văn, nên được loại bỏ. Đó không thể coi là nét đẹp, là văn hóa của người Việt Nam.[9]
- Tờ Jakarta Post của Indonesia đưa tin lễ hội chém lợn của làng Ném Thượng vẫn được tổ chức bất chấp sự phản đối của các tổ chức bảo vệ động vật vì sự dã man của nó, khi hai con lợn bị mang ra giữa sân đình và bị chặt làm đôi trước sự chứng kiến của nhiều người.[10] Bangkok Post cho rằng trong hai lễ hội bị các tổ chức bảo vệ động vật phản đối dữ dội, lễ hội chém lợn của Việt Nam vẫn là “đẫm máu nhất”.[cần dẫn nguồn]

## Cắt danh hiệu và đe dọa xử lý
Ông Lưu Đình Thực, phó Chủ tịch Thành phố Bắc Ninh ngày 28 tháng 1 năm 2016 cho biết, năm 2015, "Ủy ban nhân dân thành phố đã cắt danh hiệu Làng văn hóa với Ném Thượng để nghiêm khắc phê bình" và "Nếu vẫn để việc chém lợn giữa sân đình tái diễn trong dịp Tết Bính Thân, người đứng đầu phường, khu dân phố sẽ bị Đảng ủy địa phương, Ủy ban nhân dân phường xử lý". 